# Trimurti (film)
Trimurti (tłum. "Trójca", niem tytuł "Trimurti: Der ewige Kreis der Liebe" – bollywoodzki thriller i dramat rodzinny wyreżyserowany w 1995 roku przez Mukul S. Ananda, który dwa lata potem zmarł podczas produkcji filmu Dus. W rolach głównych znani indyjscy aktorzy: Shahrukh Khan, Jackie Shroff, i Anil Kapoor. Tematem filmu jest walka dobra ze złem i wybór między postawą materializmu i idealizmu. W centrum postawione są więzi rodzinne, między braćmi, między matką a synami i siła jedności w rodzinie. Jednocześnie film pozostaje filmem akcji i zemsty.
Tytuł filmu ("Trimurti" w dosłownym tłumaczeniu "Trójca") wiąże się z osobami trojga braci, ale odwołuje się też do Trójcy z hinduizmu – Trimurti – która przedstawia sobą trzech bogów stworzyciel Brahma, niszczyciel Śiwa i chroniący Wisznu. Trimurti w formie bóstwa przedstawiane jest jako postać ludzka z trzema twarzami. Według wyznawców Trimurti, trzy aspekty bóstwa są różnymi objawieniami jednego Boga. Rolę Ananda zagraną przez Anil Kapoora (Mann (film), Calcutta Mail) proponowano najpierw Sanjay Duttowi (nie mógł jej zagrać z powodu krótkiego pobytu w więzieniu). Odrzucił ją Sunny Deol (Darr).

## Obsada
- Shahrukh Khan – Romi Singh
- Jackie Shroff – Shakti Singh
- Anil Kapoor – Anand Singh
- Priya Tendulkar – Satyadevi Singh
- Mohan Agashe – Khokha Singh
- Tinu Anand – Himmat Singh
- Saeed Jaffrey – Bhanu
- Gautami – Jyoti
- Anjali Jathar – Radha Choudhury
- Himani Shivpuri – Janki Singh

## Piosenki
1. "Bol Bol Bol"
2. "Sadiyan Saal"
3. "Very Good Very Bad"
4. "Mata Mata..."
5. "Bikta Hai Sona"